# Diocesi di Ceramo
La diocesi di Ceramo (in latino Dioecesis Ceramensis) è una sede soppressa del patriarcato di Costantinopoli e una sede titolare della Chiesa cattolica.

## Storia
Ceramo, le cui rovine si trovano nei pressi di Ören (distretto di Milas) nell'odierna Turchia, è un'antica sede episcopale della provincia romana della Caria nella diocesi civile di Asia. Faceva parte del patriarcato di Costantinopoli ed era suffraganea dell'arcidiocesi di Stauropoli.
La diocesi è documentata nelle Notitiae Episcopatuum del patriarcato di Costantinopoli fino al XII secolo.
Sono sei i vescovi conosciuti di questa antica sede episcopale. Spudasio prese parte al concilio di Efeso del 431. Al secondo concilio di Nicea (787) la sede era vacante e venne inizialmente rappresentata da un locum tenens, Mauriano, che durante il concilio fu consacrato vescovo. Infine al concilio di Costantinopoli dell'879-880 che riabilitò il patriarca Fozio partecipò il vescovo Simeone.
La sigillografia ha restituito il nome del vescovo Teodoro (?), vissuto fra VII e VIII secolo. Infine le scoperte epigrafiche hanno portato alla luce alcune iscrizioni votive con i nomi dei vescovi Hermon e Teoprepio, collocabili tra V e VII secolo.
Dal XVI secolo Ceramo è annoverata tra le sedi vescovili titolari della Chiesa cattolica; dal 23 ottobre 2000 il vescovo titolare è Héctor Javier Pizarro Acevedo, O.A.R., vicario apostolico di Trinidad.

## Cronotassi

### Vescovi greci
- Spudasio † (menzionato nel 431)
- Hermon † (circa V-VI secolo)
- Teoprepio † (circa VI-VII secolo)
- (Te)odo(ro) † (circa VII-VIII secolo)
- Mauriano † (787 - ?)
- Simeone † (menzionato nell'879)

### Vescovi titolari
- Antonio, O.P. † (20 giugno 1515 - ?)
- Guglielmo Leyra, O.S.B. † (9 dicembre 1523 - ?)
- Luigi Chambon, O.F.M. † (4 dicembre 1525 - ? deceduto)
- Carlo Cantamessa, O.S.B.Clun. † (6 ottobre 1529 - ? deceduto)
- Benedetto de Rocha, O.Carm. † (22 ottobre 1548 - ?)
- Jean Davoust, M.E.P. † (24 settembre 1771 - 17 agosto 1789 deceduto)
- Manuel Vicuña Larraín † (15 dicembre 1828 - 2 luglio 1832 nominato vescovo di Santiago del Cile)
- Andrew Carruthers † (28 settembre 1832 - 24 maggio 1852 deceduto)
- Jacques Jeancard, O.M.I. † (18 marzo 1858 - 6 luglio 1875 deceduto)
- Salvador Casañas y Pagés † (7 febbraio 1879 - 22 settembre 1879 nominato vescovo di Urgell)
- Patrick Manogue † (27 luglio 1880 - 29 febbraio 1884 succeduto vescovo di Grass Valley)
- Stephen Reville, O.S.A. † (27 gennaio 1885 - 21 ottobre 1901 succeduto vescovo di Sandhurst)
- Giorgio Carić † (6 dicembre 1906 - 8 giugno 1918 nominato vescovo di Spalato-Macarsca)
- Juozapas Skvireckas † (10 marzo 1919 - 5 aprile 1926 nominato arcivescovo di Kaunas)
- Johannes Hillebrand † (27 aprile 1926 - 28 settembre 1931 deceduto)
- António Valente da Fonseca † (23 ottobre 1931 - 31 maggio 1933 nominato vescovo di Vila Real)
- Aloys Ernest Joye, O.F.M.Cap. † (31 maggio 1933 - 9 gennaio 1934 succeduto vescovo di Port Victoria)
- Camille Valentin Stappers, O.F.M. † (26 febbraio 1934 - 13 gennaio 1964 deceduto)
- Pablo Muñoz Vega, S.I. † (7 febbraio 1964 - 23 giugno 1967 succeduto arcivescovo di Quito)
- Fortino Gómez León † (25 luglio 1967 - 31 dicembre 1970 dimesso)
- Osório Willibaldo Stoffel, O.F.M. † (6 agosto 1971 - 26 maggio 1978 dimesso)
- Ramón López Carrozas, O. de M. † (26 aprile 1979 - 1º marzo 1989 nominato vescovo di Bom Jesus do Gurguéia)
- José Carlos Melo, C.M. † (10 luglio 1991 - 31 maggio 2000 nominato arcivescovo coadiutore di Maceió)
- Héctor Javier Pizarro Acevedo, O.A.R., dal 23 ottobre 2000